# Ricardo Blázquez Pérez
Ricardo Blázquez Pérez (Villanueva del Campillo, 13 aprile 1942) è un cardinale e arcivescovo cattolico spagnolo, dal 17 giugno 2022 arcivescovo emerito di Valladolid.

## Biografia
Nasce il 13 aprile 1942 a Villanueva del Campillo, in Spagna.
Il 18 febbraio 1967 è ordinato presbitero dal vescovo Santos Moro Briz.

### Ministero episcopale e cardinalato
L'8 aprile 1988 papa Giovanni Paolo II lo nomina vescovo titolare di Germa di Galazia ed ausiliare di Santiago di Compostela. Riceve la consacrazione episcopale il 29 maggio successivo per mano di monsignor Antonio María Rouco Varela, arcivescovo metropolita di Santiago di Compostela e futuro cardinale, assistito dal cardinale Ángel Suquía Goicoechea, arcivescovo metropolita di Madrid e da monsignor Mario Tagliaferri, nunzio apostolico in Spagna.
Il 26 maggio 1992 è promosso vescovo di Palencia. L'8 settembre 1995 è trasferito alla sede di Bilbao.
L'8 marzo 2005 è eletto presidente della Conferenza episcopale spagnola, e svolge questo ruolo sino al 4 marzo 2008, quando ne diventa vicepresidente.
Nel maggio 2007 partecipa alla V conferenza episcopale latinoamericana ad Aparecida.
Il 13 marzo 2010 papa Benedetto XVI lo promuove arcivescovo metropolita di Valladolid; succede a Braulio Rodríguez Plaza, promosso alla sede primaziale di Toledo.
Il 12 marzo 2014 è rieletto presidente della Conferenza episcopale spagnola.
Nel concistoro del 14 febbraio 2015 papa Francesco lo crea cardinale presbitero di Santa Maria in Vallicella.
È membro, per nomina pontificia, della Congregazione per la dottrina della fede e del Pontificio consiglio della cultura, dal 13 aprile 2015; della Congregazione per le Chiese orientali, dal 27 giugno 2015; dell'Amministrazione del patrimonio della Sede Apostolica, dall'8 gennaio 2016 e della Congregazione per il culto divino e la disciplina dei sacramenti, dal 28 ottobre 2016.
Il 13 aprile 2022 compie ottant'anni e, in base a quanto disposto dal motu proprio Ingravescentem Aetatem di papa Paolo VI del 1970, esce dal novero dei cardinali elettori e decade da tutti gli incarichi ricoperti nella Curia romana.
Il 17 giugno 2022 papa Francesco accetta la sua rinuncia al governo pastorale dell'arcidiocesi di Valladolid per raggiunti limiti d'età; gli succede Luis Javier Argüello García, fino ad allora vescovo ausiliare della stessa arcidiocesi. Rimane amministratore apostolico fino all'ingresso del successore, che avviene il 30 luglio successivo.

## Genealogia episcopale e successione apostolica
La genealogia episcopale è:
- Cardinale Scipione Rebiba
- Cardinale Giulio Antonio Santori
- Cardinale Girolamo Bernerio, O.P.
- Arcivescovo Galeazzo Sanvitale
- Cardinale Ludovico Ludovisi
- Cardinale Luigi Caetani
- Cardinale Ulderico Carpegna
- Cardinale Paluzzo Paluzzi Altieri degli Albertoni
- Papa Benedetto XIII
- Papa Benedetto XIV
- Papa Clemente XIII
- Cardinale Marcantonio Colonna
- Cardinale Giacinto Sigismondo Gerdil, B.
- Cardinale Giulio Maria della Somaglia
- Cardinale Carlo Odescalchi, S.I.
- Cardinale Costantino Patrizi Naro
- Cardinale Serafino Vannutelli
- Cardinale Domenico Serafini, Cong. Subl. O.S.B.
- Cardinale Pietro Fumasoni Biondi
- Cardinale Antonio Riberi
- Cardinale Ángel Suquía Goicoechea
- Cardinale Antonio María Rouco Varela
- Cardinale Ricardo Blázquez Pérez

La successione apostolica è:
- Vescovo Carmelo Echenagusia Uribe (1995)
- Arcivescovo Mario Iceta Gavicagogeascoa (2008)
- Vescovo Miguel Olaortúa Laspra, O.S.A. (2011)
- Vescovo Ángel Javier Pérez Pueyo (2015)
- Arcivescovo Luis Javier Argüello García (2016)
- Vescovo José Luis Retana Gozalo (2017)
- Arcivescovo José María Gil Tamayo (2018)
- Vescovo Aurelio García Macías (2021)
- Vescovo Jesús Rico García (2023)